# عبد الرحمن بن عبد الرحمن بن تركي السديري
الأمير عبد الرحمن بن عبد الرحمن بن تركي السديري، ينتمي إلى السدارى من البدارين من الدواسر والسدارى أمراء بلدة الغاط في سدير منذ ما يزيد عن أربعة قرون.

## موجز
عبد الرحمن السديري هو من شعراء السدارى المعروفين ونشرت له المجلات والجرائد السعودية الكثير من أشعاره، وله ديوان تحت الطبع، وقد تقلد في حياته العملية العديد من والمهام  الإدارية والقيادية منذ عهد الملك سعود، وكان آخر منصب كلف به هو إمارة محافظة مهد الذهب التابعة لمنطقة المدينة المنورة.

## مولده ونشأته
ولد في بلدة الغاط في منطقة نجد شمال الرياض عام (1356هـ)، وتوفي والده عبد الرحمن بن تركي بن عبد الله بن تركي السديري قبل مولده بأسبوعين، ونشأ في كنف والدته وإخوانه كباقي أفراد أسرته وتلقى شطرا من تعليمه الأولي في الغاط.

## التعليم
تلقي شطراً من تعليمه الأولي في بلدة الغاط، ثم  في مدرسة العلوم الشرعية بالمدينة المنورة وأكمل الابتدائية بالمدرسة السعودية ومن ثمَ أكمل دراسته في مكة حتى وصل للثانوية  وأكمل ثلاث سنوات في جامعة الملك سعود ولم يكمل السنة الأخيرة بسبب تلقيه مهام في الدولة

## أبرز مهامه ومناصبه
تقلد عددا من الوظائف الإدارية منها:
- مدير مكتب بإمارة منطقة الباحة
- مساعد رئيس ديوان بإمارة منطقة المدينة المنورة
- كلف بالقيام بعمل وكيل إمارة منطقة المدينة المنورة ورئيس ديوان الأمارة بالأمر رقم 2943 في 6/7/1387هـ
- سكرتير عام ومترجم بإمارة منطقة المدينة المنورة
- أمير  مهد الذهب من عام 1392هـ حتى 1416هـ